# Хектор Скароне
Хектор Педро Скароне Берета (26. новембар 1898 — 4. април 1967) био је уругвајски фудбалер који је у своје време сматран једним од најбољих играча света.

## Биографија
Рођен у Монтевидеу, у породици италијанског порекла 1898. године, следио је стопе свог старијег брата Карлоса - нападач 1910-их и 1920-их - дебијујући за Насионал 1916. Осим кратког упознавања са клубом Монтевидео Вандерерс, Насионал би био једини тим за који је Скароне играо у својој домовини, упркос чињеници да је као дете некада подржавао тим који се тада звао Централни Уругвајски железнички крикет клуб, данас познат као Пењарол. 
1926. играо је у неколико пријатељских мечева за Барселону, али одбио је потписивање за клуб, јер би га то спречило да учествује на Олимпијским играма у Амстердаму 1928. То се показало добром одлуком, пошто је Скароне постигао одлучујући погодак у финалу против Аргентине и освојио златну медаљу за своју нацију. Такође је дао победнички гол против Италије у полуфиналу.
После смо једне сезоне у Интеру, играо је за Палермо, и 1934. се вратио у Уругвај да игра за Насионал на свом вољеном стадиону Гран Парк Централ, чија источна трибина сада носи његово име.

## Клупска каријера
На нивоу клуба, Скароне је највећи део каријере провео у Насионалу, са којим је освајао првенство Уругваја осам пута. Укупно је за клуб постигао 301 гол у 369 наступа.
Играо је и за шпански ФЦ Барселона, као и за Интер Милано и Палермо у Италији.

## Међународна каријера
Освојио је првенство Јужне Америке четири пута: 1917, 1923, 1924. и 1926. и златну олимпијску медаљу два пута: 1924. и 1928.
Са 19 година постигао је гол који је Уругвају донео титулу на првенству Јужне Америке 1917. године, у финалу против Аргентине, његовом четвртом међународном мечу.
Скароне је завршио своју међународну каријеру водећи Уругвај на ФИФА светском првенству 1930. године, а 31 гол на 52 меча (заправо 52, али 21 гол је био на незваничним мечевима) који је постигао за своју државу водило се до 2011. године као национални рекорд. 
Сцкароне се повукао из националног тима после Светског првенства, али и даље је играо фудбал на највишем нивоу још много година.
Скароне је имао више надимака - Rasquetita (мали стругач) - његов старији брат Карлос је био Rasqueta (стругач), Mago (Мађионичар) и Гардел фудбала (Карлос Гардел је био краљ танга).

## Титуле и награде
Клуб Насионал
- Прва дивизија Уругваја : (8) 1916, 1917, 1919, 1920, 1922, 1923, 1924, 1934

Уругвај
- Копа Америца: (4) 1917, 1923, 1924, 1926
- Копа Америца: Сребрна медаља : (2) 1919, 1927
- Копа Америца: Бронзана медаља : (3) 1921, 1922, 1929
- Олимпијско злато: (2) 1924, 1928
- ФИФА Светско првенство: 1930

## Каријера тренера и каснији живот
Након што се повукао као играч, Скароне је постао фудбалски тренер. Био је други тренер Милонариоса од његовог настанка, од 1947. до 1948, док је клуб још увек био аматерски тим. Био је тренер Насионала и Реал Мадрида 1950-их. Умро је 1967. године у Монтевидеу, у 68. години.